# Челинац
Челинац је насељено мјесто и сједиште општине Челинац у близини града Бање Луке у западном дијелу Републике Српске. По попису становништва 2013. у Босни и Херцеговини, а према коначним подацима за Републику Српску које је издао Републички завод за статистику, у насељу Челинац је живјело 5.097 лица, док је у Општини Челинац живјело 15.117 лица. До 1981. године име насеља је било Челинац Доњи.

## Географија
Општина Челинац налази се у средишту западног дела Републике Српске.
Граничи са подручјем града Бање Луке, те општинама Лакташи, Прњавор, Теслић, Котор Варош и Кнежево. Јужни и југозападни дио општине простире се на надморској висини до 800 метара, а ка сјеверу, у највећем дијелу општине по површини, надморска висина креће се од 300 до 600 метара. Најнижа тачка са надморском висином од 196 метара је на ушћу ријеке Јошавке у Врбању.
Територија општине испресецана је токовима ријеке Врбање, Јошавке, Укрине, Турјанице и Швракаве.
Клима је умјерено-континентална, уз утицај континенталне са подручја Панонске низије и планинске климе са масива Мањаче, Влашића и Чемернице. Просечна годишња температура креће се око 11 °C. Природна богатства чине шуме, пољопривредно земљиште, руде и минерали: кречњак (Стара Дубрава), магнезит (Шњеготина велика) и манган (Узломац).

## Историја
Први знаци живота на територији града Челинца јављају се у Илирском насељу Змајевац које датира из периода п. н. е. У селу је на лето 1940. пробијен тунел током градње пруге Бања Лука - Добој, дела трасе Београд - Сплит. За вријеме Југославије Челинац је био индустријски град са неколико важних фабрика ( Свила, Чајевац, ...)

## Становништво
|             | 2013.          | 1991.           | 1981.          | 1971.          |
| Укупно      | 5 256 (100,0%) | 4 857 (100,0%)  | 3 136 (100,0%) | 1 321 (100,0%) |
| Срби        | 4 740 (90,18%) | 3 450 (71,03%)  | 1 798 (57,33%) | 569 (43,07%)   |
| Бошњаци     | 422 (8,029%)   | 1 005 (20,69%)1 | 817 (26,05%)1  | 694 (52,54%)1  |
| Неизјашњени | 23 (0,438%)    | –               | –              | –              |
| Хрвати      | 21 (0,400%)    | 51 (1,050%)     | 57 (1,818%)    | 32 (2,422%)    |
| Муслимани   | 12 (0,228%)    | –               | –              | –              |
| Југословени | 7 (0,133%)     | 234 (4,818%)    | 402 (12,82%)   | 7 (0,530%)     |
| Украјинци   | 7 (0,133%)     | –               | –              | –              |
| Босанци     | 7 (0,133%)     | –               | –              | –              |
| Остали      | 7 (0,133%)     | 117 (2,409%)    | 49 (1,563%)    | 15 (1,136%)    |
| Црногорци   | 3 (0,057%)     | –               | 8 (0,255%)     | 1 (0,076%)     |
| Македонци   | 3 (0,057%)     | –               | –              | –              |
| Непознато   | 3 (0,057%)     | –               | –              | –              |
| Словенци    | 1 (0,019%)     | –               | 1 (0,032%)     | –              |
| Албанци     | –              | –               | 4 (0,128%)     | 3 (0,227%)     |

1. 1 На пописима од 1971. до 1991. Бошњаци су пописивани углавном као Муслимани.

| Демографија | Демографија | Демографија |
| Година      | Становника  | Становника  |
| ----------- | ----------- | ----------- |
| 1948.       | 751         |             |
| 1953.       | 891         |             |
| 1961.       | 977         |             |
| 1971.       | 1.321       |             |
| 1981.       | 3.136       |             |
| 1991.       | 4.857       |             |
| 2013.       | 5.256       |             |

## Спорт
На територији општине делује неколико спортских клубова и удружења, између осталог два фудбалска и два кошаркашка клуба, шаховски клуб итд.
ФК „Челинац“ основан је 1948. под именом Змајевац, једно вријеме је носио и име Партизан, да би његов рад био обновљен 1994. под садашњим називом. Члан је 2. лиге Републике Српске.
Омладинска екипа Кошаркашког клуба "Челинац" била је првак Републике Српске у кошарци.

## Познате личности
- Анђелко Дујаковић

## Галерија
- Дом здравља